# Mak Phan
Mak Phan (nascido Makouangou Mbimi Stéphane Richy ), apelidado de "o General" no mundo musical, é um rapper congolês . 

## Carreira musical
Mak Phan começa sua carreira musical em 2007 em Pointe-Noire, onde se juntou a sua primeira banda, Ghetto K, e outros ent. Ele então decide embarcar em uma carreira solo, para se construir como um verdadeiro artista. 
Em 2010, Mak Phan participa da noite urbana organizada pelo Instituto Francês do Congo (CCF), onde recebe um diploma de honra artística e um troféu de melhor rapper. Em outubro do mesmo ano Mak Phan lançou o clipe do título Na Yé  . Ele participa do festival Afropolitan Nomade  ,  em Pointe-Noire. 

## Discografia
- Nós vamos em cascata
- Na yé
- A guerra
- Tiro rim
- Tour da África
- Congo
- Perguntou perguntou
- Mouvoussou
- Vamos fazer
- Paz e segurança no mundo